# إكس-بلاي
إكس-بلاي (بالإنجليزية: X-Play)‏ هو برنامج تلفزيوني سابق عن ألعاب الفيديو. البرنامج المعروف بمراجعاته ومشاهده الكوميدية، تم بثه على قناة جي 4 في الولايات المتحدة. استمر العرض بين 4 يوليو 1998 و 23 يناير 2013.

## التاريخ
استضاف العرض مورغان ويب وبلير هيرتر، مع كريستين آدامز وجيسيكا شوبوت كمراسلين خاصين/مضيفين مشاركين (تيفاني سميث وأليكس سيم وايز وجويل جوردين عملوا أيضًا كمراسلين خلال تشغيل العرض). كان آدم سيسلر هو المضيف الأصلي للبرنامج؛ شارك سابقًا في استضافته مع لورين فيلدر و كيت بوتيللو.
بدأ على شبكة زد تي في في عام 1998 باسم غيم سبوت تي في، حيث شارك سيسلر في استضافته مع فيلدر للسنة الأولى من العرض، ثم شارك في استضافته مع بوتيللوحتى عام 2002 (كان منتجو زد تيفي الأصل يخططون لبث لعبة فيديو عندما تم إطلاق القناة باسم إكستندد بلاي والتي سيستضيفها سايمون ريكس؛ ومع ذلك، عندما تم التوصل إلى اتفاق مع صانعي موقع غيم سبوت الذي تم إنشاؤه حديثًا، تم إلغاء خطط تنسيق العرض الأصلي لصالح غيم سبوت - برنامج ذو علامة تجارية، وتم إسقاط ريكس كمضيف).